# نهر جاكي
نهر جاكي هو أحد روافد نهر بياس. وهو يمتد عبر الولايات الهندية هيماشال براديش والبنجاب وينضم بنهر بياس بالقرب باثانكوت. وهو يتغذا من الثلوج والأمطار في جبال ضوالاضار.

## وصلات خارجية
- Chakki نهر مخطوطات أخرى 'خراب'
- 117 عاما جسر فوق Chakki نهر ينهار 2007
- Chakki جسر نهر جرفت في البنجاب بسبب الأمطار في HP 2008

احداثيات:E32.0757°N 75.5827°إحداثيات: 32°04′33″N 75°34′58″E / 32.0757°N 75.5827°E